# Lelu (Kosrae)

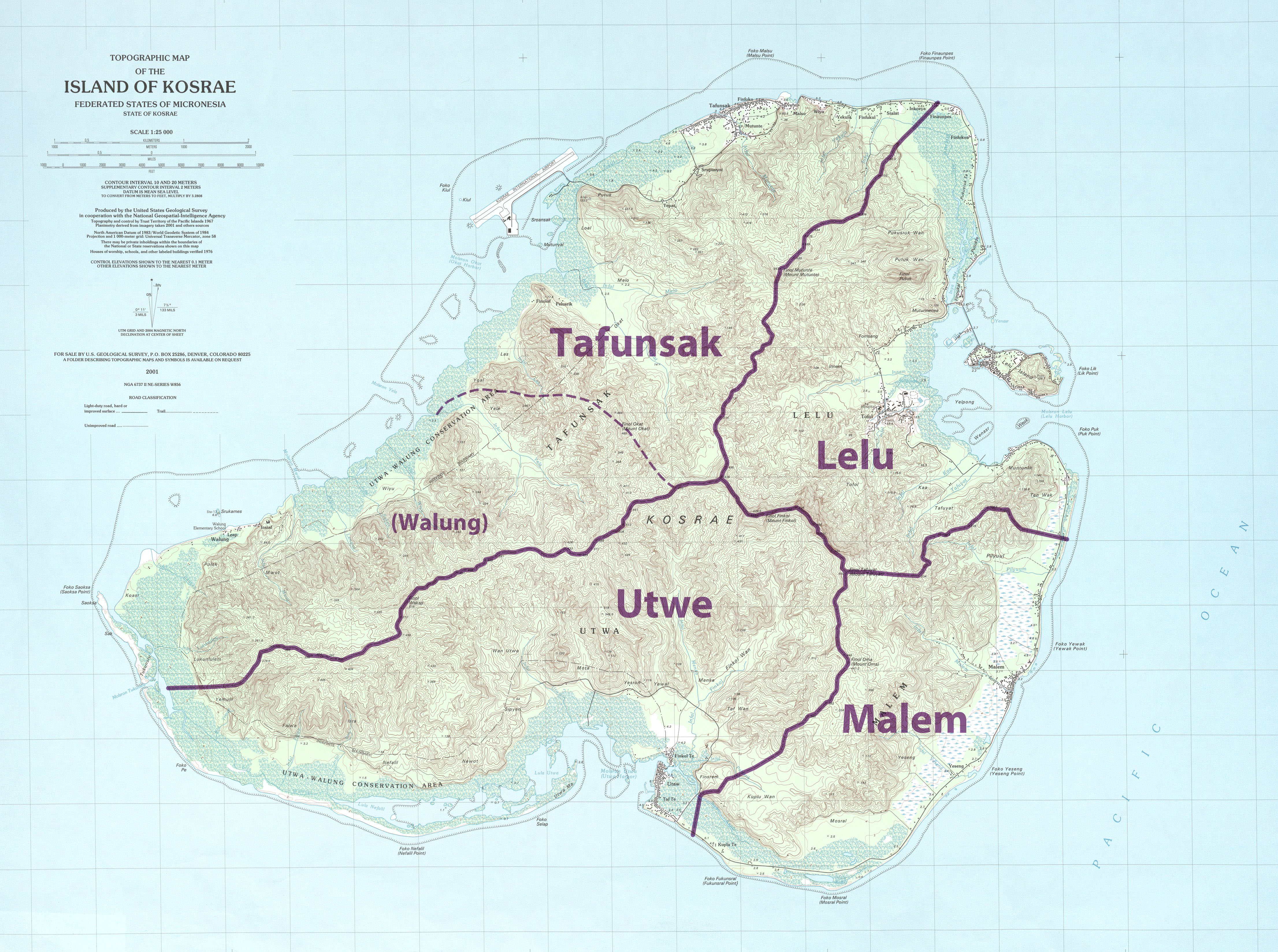
Municipios (con el antiguo municipio de Walung) de Kosrae, en los Estados Federados de Micronesia.

Lelu o Lelu Town es un municipio del estado de Kosrae, en los Estados Federados de Micronesia.
El municipio de Lelu consiste en la isla de Lelu (una pequeña isla satélite de la isla de Kosrae) y una gran parte de la parte noreste de la isla de Kosrae.  Su capital es Lelu Village, ubicada en la isla de Lelu.  Otro pueblo del municipio, en la isla de Kosrae, es Tofol, la capital del estado de Kosrae. Establecida como ciudad desde enero de 1989.

## Educación
El Departamento de Educación del Estado de Kosrae opera escuelas públicas en el municipio:
- Escuela secundaria Kosrae (Tofol)
- Escuela Primaria Lelu (Isla Lelu)
- Escuela Primaria Sansrihk - Municipio de Lelu

## Clima
Lelu tiene un clima de selva tropical (Af) con lluvias muy fuertes durante todo el año. 
| Parámetros climáticos promedio de Lelu | Parámetros climáticos promedio de Lelu | Parámetros climáticos promedio de Lelu | Parámetros climáticos promedio de Lelu | Parámetros climáticos promedio de Lelu | Parámetros climáticos promedio de Lelu | Parámetros climáticos promedio de Lelu | Parámetros climáticos promedio de Lelu | Parámetros climáticos promedio de Lelu | Parámetros climáticos promedio de Lelu | Parámetros climáticos promedio de Lelu | Parámetros climáticos promedio de Lelu | Parámetros climáticos promedio de Lelu | Parámetros climáticos promedio de Lelu |
| Mes                                    | Ene.                                   | Feb.                                   | Mar.                                   | Abr.                                   | May.                                   | Jun.                                   | Jul.                                   | Ago.                                   | Sep.                                   | Oct.                                   | Nov.                                   | Dic.                                   | Anual                                  |
| -------------------------------------- | -------------------------------------- | -------------------------------------- | -------------------------------------- | -------------------------------------- | -------------------------------------- | -------------------------------------- | -------------------------------------- | -------------------------------------- | -------------------------------------- | -------------------------------------- | -------------------------------------- | -------------------------------------- | -------------------------------------- |
| Temp. máx. media (°C)                  | 30.2                                   | 30.2                                   | 30.1                                   | 30.0                                   | 30.2                                   | 30.3                                   | 30.3                                   | 30.7                                   | 30.7                                   | 30.8                                   | 30.6                                   | 30.3                                   | 30.4                                   |
| Temp. media (°C)                       | 27.4                                   | 27.4                                   | 27.4                                   | 27.3                                   | 27.3                                   | 27.2                                   | 27.2                                   | 27.5                                   | 27.3                                   | 27.6                                   | 27.4                                   | 27.4                                   | 27.4                                   |
| Temp. mín. media (°C)                  | 24.8                                   | 24.8                                   | 24.7                                   | 24.5                                   | 24.6                                   | 24.5                                   | 24.2                                   | 24.3                                   | 24.2                                   | 24.3                                   | 24.4                                   | 24.7                                   | 24.5                                   |
| Lluvias (mm)                           | 399                                    | 485                                    | 500                                    | 583                                    | 491                                    | 453                                    | 446                                    | 415                                    | 383                                    | 344                                    | 414                                    | 510                                    | 5423                                   |
| Fuente: Climate-Data.org               |                                        |                                        |                                        |                                        |                                        |                                        |                                        |                                        |                                        |                                        |                                        |                                        |                                        |